# Bammental
Bammental est une commune de Bade-Wurtemberg (Allemagne), située dans l'arrondissement de Rhin-Neckar, dans l'aire urbaine Rhin-Neckar, dans le district de Karlsruhe.
Bammental est jumelée à Vertus depuis le 18 juin 1966.